# Josef Haslinger
Josef Haslinger (ur. 5 lipca 1955 w Zwettl w Austrii) – austriacki pisarz, eseista, intelektualista, od maja 2013 do kwietnia 2017 prezydent Niemieckiego Centrum PEN, profesor estetyki literackiej w Niemieckim Instytucie Literatury na Uniwersytecie w Lipsku.

## Życiorys
Josef Haslinger urodził się w Waldviertel – północno-zachodnim rejonie kraju związkowego Dolna Austria; dorastał i wychowywał się w Groß Meinharts w pobliżu Groß Gerungs. Studiował filozofię, teatrologię i germanistykę na Uniwersytecie Wiedeńskim. W 1980 uzyskał stopień doktora za pracę „Estetyka Novalisa”. Od roku 1977 razem z Gustavem Ernstem wydawał literackie czasopismo „Wespennest”, a w latach 80. sprawował funkcję sekretarza generalnego Zgromadzenia Autorów w Grazu, największego zjednoczenia pisarzy austriackich. Na przełomie lat 1983/84 pełnił funkcję wykładowcy na Uniwersytecie Kassel.
Prace Haslingera wyróżnia krytyka społeczeństwa austriackiego oraz tematy związane z krytycznym podejściem do historii Austrii. Swoim socjokrytycznym analizom (krytyka brutalności i cynizmu społeczeństwa, krytyka prywatnych mediów, dążących do sensacji, rasizmu i polityki) nadał fikcyjny wyraz w utworach literackich. W 1992 Haslinger przyczynił się do utworzenia działającej na rzecz praw człowieka organizacji „SOS Mitmensch”, której do roku 1993, razem z Willim Resetaritsem był pierwszym przewodniczącym. Jest autorem thrillera politycznego Opernball (Bal w Operze), w którym przedstawił z różnych perspektyw atak terrorystyczny na Operę Wiedeńską. Dzieło to cieszyło się ogromną popularnością i zainteresowaniem, a sam autor zyskał dzięki niemu wielką sławę także poza granicami Austrii. Na podstawie powieści Opernball w 1998 roku powstał trzygodzinny film pod tym samym tytułem (polski tytuł Bal w operze) z międzynarodową obsadą.
Od 1996 wykłada estetykę literacką jako profesor w Niemieckim Instytucie Literatury (Deutsches Literaturinstitut) na Uniwersytecie w Lipsku. Jako członek szczebla kierowniczego był wielokrotnie dyrektorem instytutu.
Haslinger jest członkiem niemieckiego oddziału stowarzyszenia pisarzy PEN. Od 2013 do 2017 pełnił funkcję prezydenta, w 2017 ogłosił rezygnację ze stanowiska. Jego następczynią została Regula Venske.
W 2007 roku ukazał się tom Phi Phi Island. Sprawozdanie, w którym autor umieścił swoje przeżycia, których doświadczył w Tajlandii w 2004 roku. Haslinger, jego żona Edith oraz dzieci Sophie i Elias jako nieliczni przeżyli na wyspie Phi Phi tsunami na Oceanie Indyjskim.

## Nagrody i wyróżnienia
- 1980 Theodor-Körner-Preis (Nagroda Theodora Körnera)
- 1982 Österreichisches Staatsstipendium für Literatur (Austriackie Państwowe Stypendium Literackie)
- 1984 Förderungspreis der Stadt Wien (Nagroda Miasta Wiedeń)
- 1985 Stipendium des Deutschen Literaturfonds (Stypendium Niemieckiego Funduszu Literackiego)
- 1988 Österreichisches Dramatikerstipendium (Austriackie Stypendium Dramaturgów)
- 1989 erostepost-Literaturpreis (Nagroda Literacka Czasopisma erostepost)
- 1993–94 Elias Canetti-Stipendium der Stadt Wien (Stypendium Eliasa Canetti miasta Wiedeń)
- 1994 Stipendium des Deutschen Literaturfonds e.V. (Stypendium Niemieckiego Funduszu Literackiego)
- 1994 Förderungspreis des Landes Niederösterreich für Literatur (Literacka Nagroda Poparcia Kraju Dolna Austria)
- 1996 New-York-Stipendium des Deutschen Literaturfonds e.V. (Stypendium Nowego Jorku Niemieckiego Funduszu Literackiego)
- 2000 Literaturpreis der Stadt Wien (Nagroda Literacka Miasta Wiedeń)
- 2001 Preis der LiteraTour Nord (Nagroda LiteraTour Nord)
- 2000 Ehrenpreis des österreichischen Buchhandels für Toleranz in Denken und Handeln (Honorowa Nagroda Austriackich Księgarzy za Tolerancyjną Postawę w Myśleniu i Działaniu)
- 2010 Mainzer Stadtschreiber (Nagroda Literacka stacji telewizyjnej ZDF, 3sat i Miasta Moguncji – Pisarz Miejski Moguncji)
- 2011 Rheingau Literatur Preis (Nagroda Literacka Rheingau)
- 2017 Goldenes Verdienstzeichen des Landes Wien (Złota Odznaka Kraju Związkowego Wiedeń)

## Dzieła

### Proza
- 1980: Der Konviktskaktus. Erzählungen (Konwiktorski kaktus. Opowiadania).
- 1981: Der Rauch im Wald. (Dym w lesie)
- 1985: Der Tod des Kleinhäuslers Ignaz Hajek. Novelle (Śmierć małego komornika Ignacego Hajka. Nowela)
- 1995: Bal w operze (Opernball)
- 2000: Gra w ojca (Das Vaterspiel) – powieść, w której Haslinger zajmuje się skomplikowaną relacją między ojcem a synem. Również została sfilmowana.
- 2006: Zugvögel. Erzählungen (Wędrowne ptaki. Opowiadania).
- 2007: Phi Phi Island. Ein Bericht. (Wyspa Phi Phi. Sprawozdanie)
- 2011: Jáchymov. – powieść biograficzna, która jest przetłumaczona na język czeski. Opowiada ona o tragicznym losie legendarnego bramkarza hokejowego Bohumila Modrego, który w 1950 został aresztowany i oskarżony o zdradę państwa. Za karę został zesłany do pracy w kopalniach uranu w Jáchymovie[13].

### Polski przekład
- Bal w operze. Przeł. z niem. Michał Misiorny, Warszawskie Wydawnictwo Literackie Muza. VIP Vademecum Interesującej Prozy, Warszawa 1996.

### Literaturoznawstwo, eseje
- 1981 Die Ästhetik des Novalis. (Estetyka Novalisa)
- 1987 Politik der Gefühle – Ein Essay über Österreich. (Polityka uczuć – Esej o Austrii)
- 1990 Wozu brauchen wir Atlantis? (Po co nam Atlantyda?)
- 1992 Das Elend Amerikas. 11 Versuche über ein gelobtes Land. (Nędza Ameryki. 11 przymiarek do obiecanej krainy)
- 1996 Hausdurchsuchungen im Elfenbeinturm. (Rewizje w wieży z kości słoniowej)
- 2001 Klasse Burschen. (Super koledzy)
- 2003 Am Ende der Sprachkultur? Über das Schicksal von Schreiben, Sprechen und Lesen. (Koniec kultury języka? O losie pisania, mówienia i czytania)

### Redakcja
- Hugo Sonnenschein: Die Fesseln meiner Brüder, 1984, współredakcja Karl-Markus Gauß.
- ROTWEISSBUCH. Österreichische Autoren zum Anschluß 1938. Gangan, Graz/Wien 1988, ISBN 3-900530-13-0.
- Wie werde ich ein verdammt guter Schriftsteller? Berichte aus der Werkstatt. (Jak zostać diabelnie dobrym pisarzem? Sprawozdania z warsztatów), współredakcja Hans-Ulrich Treichel, Suhrkamp, Frankfurt/Main 2005, TB: ISBN 978-3-518-12395-9.
- Schreiben lernen – Schreiben lehren. (Nauczyć się pisać – uczyć pisać), współredakcja Hans-Ulrich Treichel, Fischer, Frankfurt/Main 2006, TB: ISBN 978-3-596-16967-2.
- Zuflucht in Deutschland. Texte verfolgter Autoren. (Ucieczka do Niemiec. Teksty prześladowanych autorów), współredakcja Franziska Sperr, Fischer, Frankfurt/Main 2017. TB: ISBN 978-3-596-29800-6[14][15].

### Film, Teatr i reżyseria
- 2010 Nachtasyl – Die Heimat der Heimatlosen (Nocny azyl – ojczyzna pozbawionych ojczyzny), dokument
- Karfreitag, 1. Mai. Eine politische Revue. Regie: Bernd Palma, Musik: Georg Herrnstadt. Kulisse, Wien: Neue Volkskomödie Wien, 1.5.1988[16]
- Die Entdeckung Amerikas. Ein Reise-Epos für eine statarische Stimme und zwei zügellose Zugposaunisten. Posaune: Bertl Mütter, Werner Puntigam. Musik: Werner Puntigam. Messepalast, Wien: Ensemble Theater, 1992[17]

## Ekranizacje
- 1998 Opernball (polski tytuł Bal w operze)[6], produkcja TV w dwóch częściach: 1. Opernball – Die Opfer, 2. Opernball – Die Täter (tłum. Bal w operze – ofiary/sprawcy), reż. Urs Egger[18]
- 2009 Gra w ojca (Das Vaterspiel), reż. Michael Glawogger[19][20]